# Dasypogon octonotatus
Dasypogon octonotatus là một loài ruồi trong họ Asilidae. Dasypogon octonotatus được Loew miêu tả năm 1869.